# What You Get Is What You See
«What You Get Is What You See» (с англ. — «Ты получаешь то, что ты видишь») — песня, записанная американской певицей Тиной Тёрнер для её шестого сольного студийного альбома Break Every Rule 1986 года. Авторами песни стали Терри Бриттен и Грэм Лайл.
Она была выпущена в качестве третьего сингла с альбома зимой 1987 года. Песня имела умеренный успех в Европе, войдя в двадцатку лучших синглов общеевропейского чарта. В Великобритании песня достигла 30 места, в американском Billboard Hot 100 песня заняла 13-е место. Тина рекламировала песню на нескольких телешоу и исполняла её вживую в своем туре Break Every Rule, а двадцать лет спустя — в туре Tina!: 50th Anniversary Tour. Концертные версии доступны на альбомах Live in Europe 1988 года и Tina Live 2009 года.

## Музыкальное видео
В музыкальном клипе Тина изображена в синем мини-платье и джинсовой куртке на сцене возле заправочной станции. В то время как она исполняет песню, мы видим несколько симпатичных мужчин вокруг неё, согласно тексту песни. В конце Тина надевает джинсы и уезжает на мотоцикле. Режиссёром стал Питер Кэр. Клип был первоначально выпущен на домашнем видео What You See Is What You Get на VHS, а в 1991 году — на Simply The Best — The Video Collection на DVD.

## Варианты издания
7"-сингл
A. «What You Get Is What You See» — 3:57
B. «What You Get Is What You See» (Live) — 4:47
12"-сингл (Германия)
A. «What You Get Is What You See» (Extended Dance Mix) — 6:26
B1. «What You Get Is What You See» (Extended Rock Mix) — 5:56
B2. «What You Get Is What You See» (Live) — 4:47
12"-сингл (Германия)
A1. «What You Get Is What You See» (Single Version) — 3:54
A2. «Take Me to the River» — 4:03
B2. «The Tina Turner Montage Mix» — 8:52
12"-сингл (Великобритания)
A. «What You Get Is What You See» (Extended Dance Mix) — 6:39
B. «The Tina Turner Montage Mix» — 8:54
12"-сингл (Gatefold) [Великобритания]
A. «What You Get Is What You See» (Extended Rock Mix) — 5:59
B1. «Take Me to the River» — 4:03
B2. «What You Get Is What You See» (Live) — 4:47
C. «What You Get Is What You See» (Extended Dance Mix) — 6:39
D. «The Tina Turner Montage Mix» — 8:54
12"-сингл (Австралия, США)
A1. «What You Get Is What You See» (Extended Dance Mix) — 6:39
A2. «What You Get Is What You See» (Single Version) — 3:54
B1. «What You Get Is What You See» (Extended Rock Mix) — 5:59
B2. «What You Get Is What You See» (Live) — 4:47

## Участники записи
- Тина Тёрнер — вокал
- Ник Гленни-Смит — клавишные
- Терри Бриттен[англ.] — программирование, гитары, бас
- Грэм Лайл[англ.] — мандолина

## Чарты
| Чарт (1987)                        | Высшая позиция |
| ---------------------------------- | -------------- |
| Австралия (Kent Music Report)      | 15             |
| Австрия (Ö3 Austria Top 40)        | 23             |
| Бельгия/Фландрия (Ultratop 50)     | 38             |
| Великобритания (OCC UK Singles)    | 30             |
| Европа (European Hot 100 Singles)  | 18             |
| Ирландия (IRMA)                    | 16             |
| Канада (RPM Top Singles)           | 23             |
| Новая Зеландия (Recorded Music NZ) | 41             |
| США (Billboard Hot 100)            | 13             |
| ФРГ (GfK)                          | 17             |